# 江右三大家
江右三大家，即清朝中期诗人、散文家、文学家、文学理论家蒋士铨、袁枚和趙翼的并称，三人齐名。三大家造诣主要集中在诗及散文创作上，诗论（文学理论）也有独到之处。

## 三大家
- 袁枚（1716年—1798年），浙江人，宦旅江蘇金陵。
- 蒋士铨（1725年—1785年），江西人。江西古称江右，故有此称。
- 赵翼（1727年—1814年），江苏常熟府阳湖县人。

因三大家都是在乾隆年间考中进士，又都活跃在乾隆年间，故又称“乾隆三大家”。今有“江右学”，专门研究三大家的文学作品及理论。

## 评价
- 《清史稿·文苑·赵翼传》评赵翼：“同时袁枚、蒋士铨与翼齐名”。三大家提倡文学创新，反对拘泥模仿古代风格。